# Younès Boucif
Younès Boucif, ou parfois simplement Younès, est un acteur, réalisateur et rappeur français.

## Biographie

### Jeunesse
Né en 1995, il est d'origine algérienne et grandit en Normandie à Mont-Saint-Aignan. Son père est professeur d’économie et sa mère professeur d’informatique. Il a un frère et une sœur.
En 2009, il est admis au conservatoire à rayonnement régional de Rouen. Il y reste jusqu'en 2016. L'année suivante, il intègre le conservatoire du 8e arrondissement de Paris, qu'il quitte en 2019.

### Carrière

#### Cinéma
En 2022, après avoir joué dans la série Drôle sur Netflix, il sort son premier album Identité remarquable.
Jouer dans Drôle a marqué un tournant dans sa carrière, dans la mesure où, auparavant, il recevait « beaucoup de rôles clichés de dealers, de mecs en prison et tout. (...) Depuis Drôle, je reçois des rôles qui ne sont plus clichés, mais au-delà de ça, ce ne sont même plus des Arabes. »
En 2024, il est à l'affiche de la comédie romantique Lonely Planet américaine de la réalisatrice Susannah Grant,, disponible sur Netflix. La même année, il est annoncé à l'affiche de la mini-série télévisée française Rivages.

#### Musique
Younès Boucif est un des fondateurs du label Houma Sweet Houma avec Adil Boucif et Tif.

## Filmographie

### Cinéma

#### Longs métrages
- 2021 : Les Magnétiques de Vincent Maël Cardona : Kader
- 2023 : Avant l'effondrement d'Alice Zeniter et Benoît Zeniter : Basile
- 2023 : Cash de Jérémie Rozan : Mickael
- 2023 : Le Ravissement d'Iris Kaltenbäck : Jonathan
- 2024 : Bergers de Sophie Deraspe : Yassim
- 2024 : Lonely Planet de Susannah Grant : Rafih Abdo

#### Courts métrages
- 2023 : It's gonna be okay de Thibaut Buccellato

### Télévision

#### Séries télévisées
- 2007 : La Commune d'Abdel Raouf Dafri : Hocine Zemmouri jeune
- 2022 : Drôle de Fanny Herrero : Nezir (6 épisodes)
- 2024 : Rivages de Jonathan Rio et Monica Rattazzi : Youssef
- 2024 : Amours solitaires de Louise Condemi : Saïd

#### Téléfilms
- 2019 : Ramdam de Zangro : Omar (non crédité)

### Réalisation
- 2015 : NOWADAYS (clip) de Rilès : co-réalisateur.
- 2015 : Another Complaint, But... (clip) de Rilès : co-réalisateur.
- 2023 : Shadow Boxing (clip) de Tif : co-réalisateur.